# Ernst von Bergmann (egyptolog)
Ernst Ritter von Bergmann, född den 4 februari 1844 i Wien, död där den 26 april 1892, var en österrikisk egyptolog och antikhistoriker. 
von Bergmann studerade i Wien och Göttingen, särskilt österländska språk. Han blev 1862 assistent vid mynt- och antiksamlingen i Wien, där hans far, Josef von Bergmann, var direktör. Sedermera blev von Bergmann kustos för den egyptiska samlingen i Wien. Åren 1877–1878 reste han i Egypten, där han gjorde noggranna avskrifter av åtskilliga hieroglyfiska inskrifter, som han utgav 1879 med översättningar, som utmärker sig genom mönstergill korrekthet. von Bergmann utgav dessutom många värdefulla uppsatser, bland annat i Jahrbuch der kunsthistorischen Sammlungen des Allerhöchsten Kaiserhauses, i vilken tidskrifts band XIV Alexander Dedekind 1893 har beskrivit hans liv och uppräknat hans skrifter.